# Laulara (Verwaltungsamt)
| \| \| |
|       |

|  |

Laulara ist ein osttimoresisches Verwaltungsamt (portugiesisch Posto Administrativo) in der Gemeinde Aileu. Der Verwaltungssitz liegt im Suco Madabeno.

## Geographie
Bis 2014 wurden die Verwaltungsämter noch als Subdistrikte bezeichnet.
Das Verwaltungsamt Laulara bildet einen schmalen Streifen zwischen der Gemeinde Dili im Norden und dem Verwaltungsamt Aileu im Süden. Im Westen liegen die Gemeinden Ermera und Liquiçá, im Osten das Verwaltungsamt Remexio. Bis zur Gebietsreform 2015 hatte Laulara eine Fläche von 60,87 km². Nun sind es 66,73 km². Die Grenzen zu Aileu und zu Dili wurden neu gezogen.
Die Sucos Bocolelo, Fucuculau und Maneluma wurden mit der Gebietsreform 2004 aufgelöst, Bocolelo aber 2017 wieder neu geschaffen, so dass Laulara sich nun in sechs Sucos aufteilt: Bocolelo, Cotolau (Kotolau), Fatisi, Madabeno, Talitu (Talito) und Tohumeta.

Klimadaten
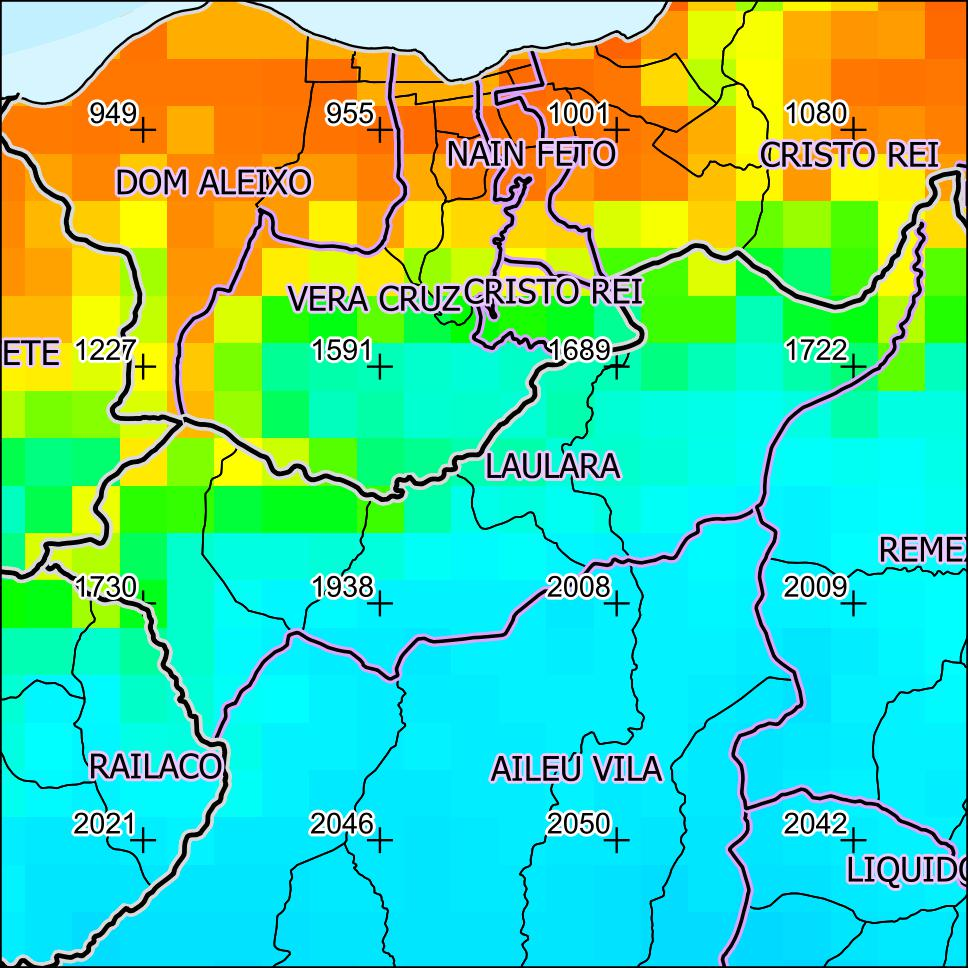
Jährliche Niederschlagsmenge (2000)
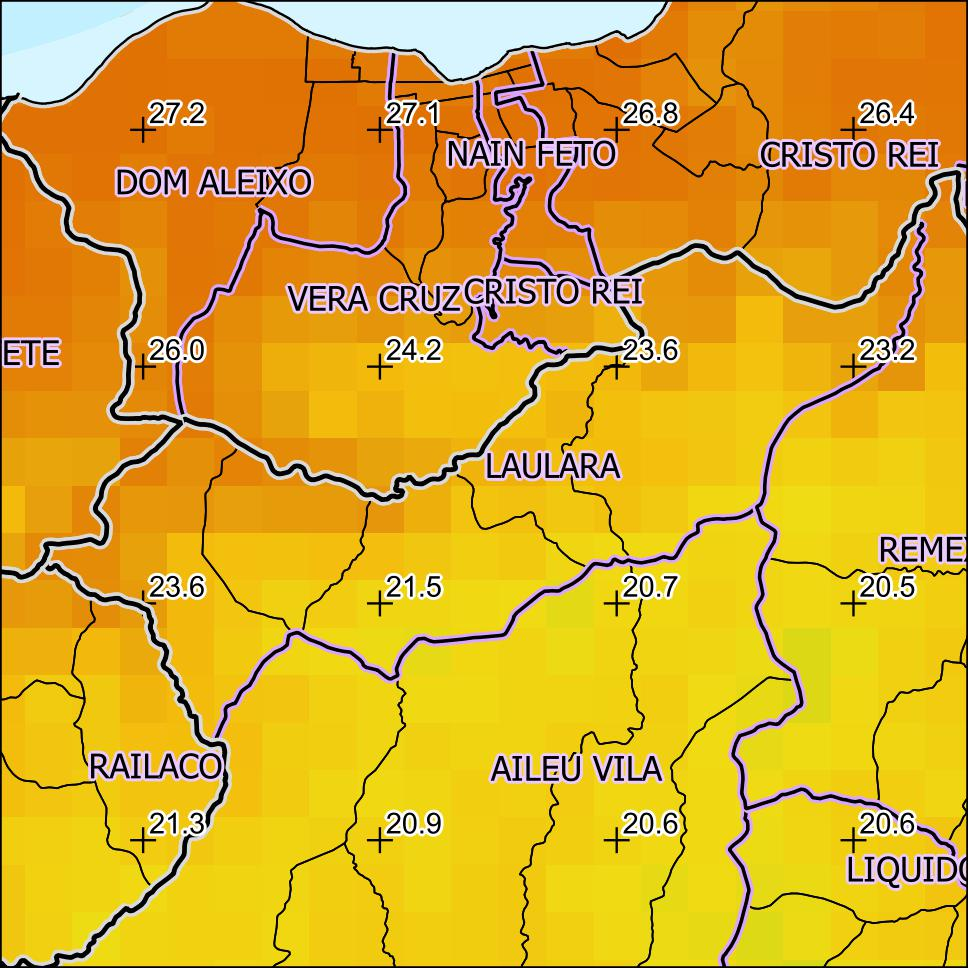
Jahresdurchschnitts-temperatur (2000)

## Einwohner

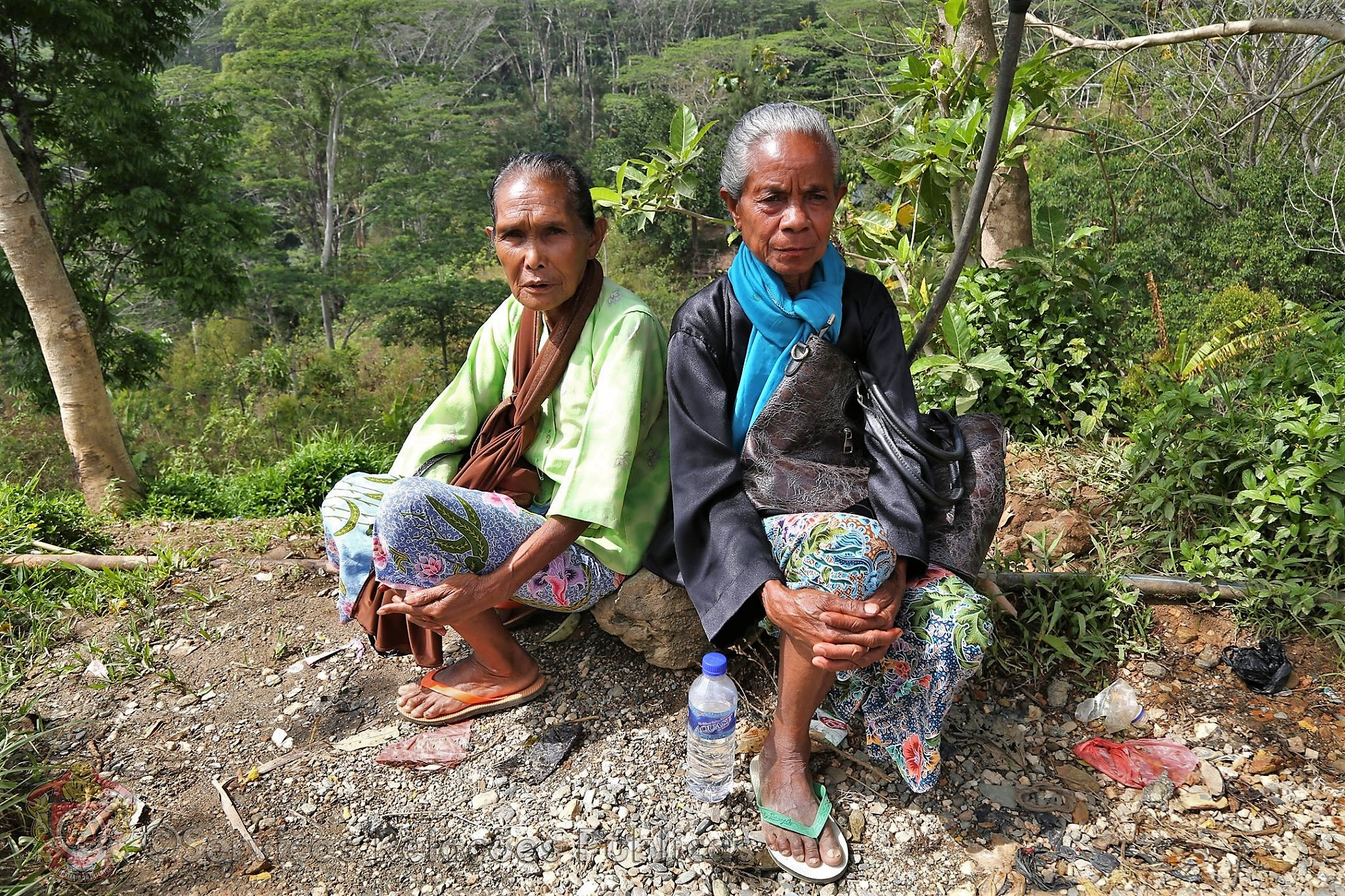
Ältere Frauen in Festtagskleidung in Laulara

Im Verwaltungsamt leben 7.022 Einwohner (2022), davon sind 3.592 Männer und 3.430 Frauen. In Laulara gibt es 1.125 Haushalte. Die größte linguistische Gruppe bilden die Sprecher der Nationalsprache Mambai.

## Geschichte
In Tohumeta gab es Ende 1979 ein indonesisches Lager für Osttimoresen, die zur besseren Kontrolle von den Besatzern umgesiedelt werden sollten.
1984 wurden die Einwohner von Fatisi deportiert, weil ihr Suco unter dem Verdacht stand eine FALINTIL-Basis zu sein. Sie wurden nach Dili und Aileu gebracht. Bis 1990 blieb der Suco unbewohnt.
Während der Krise in Osttimor 1999 kam es auch im damaligen Subdistrikt Laulara zu Gewalttaten und Deportationen. So wurden Häuser von der AHI-Miliz (Aku Hidup dengan Integrasi/Indonesia) in Talitu niedergebrannt und Familien in das indonesische Westtimor deportiert.

## Politik

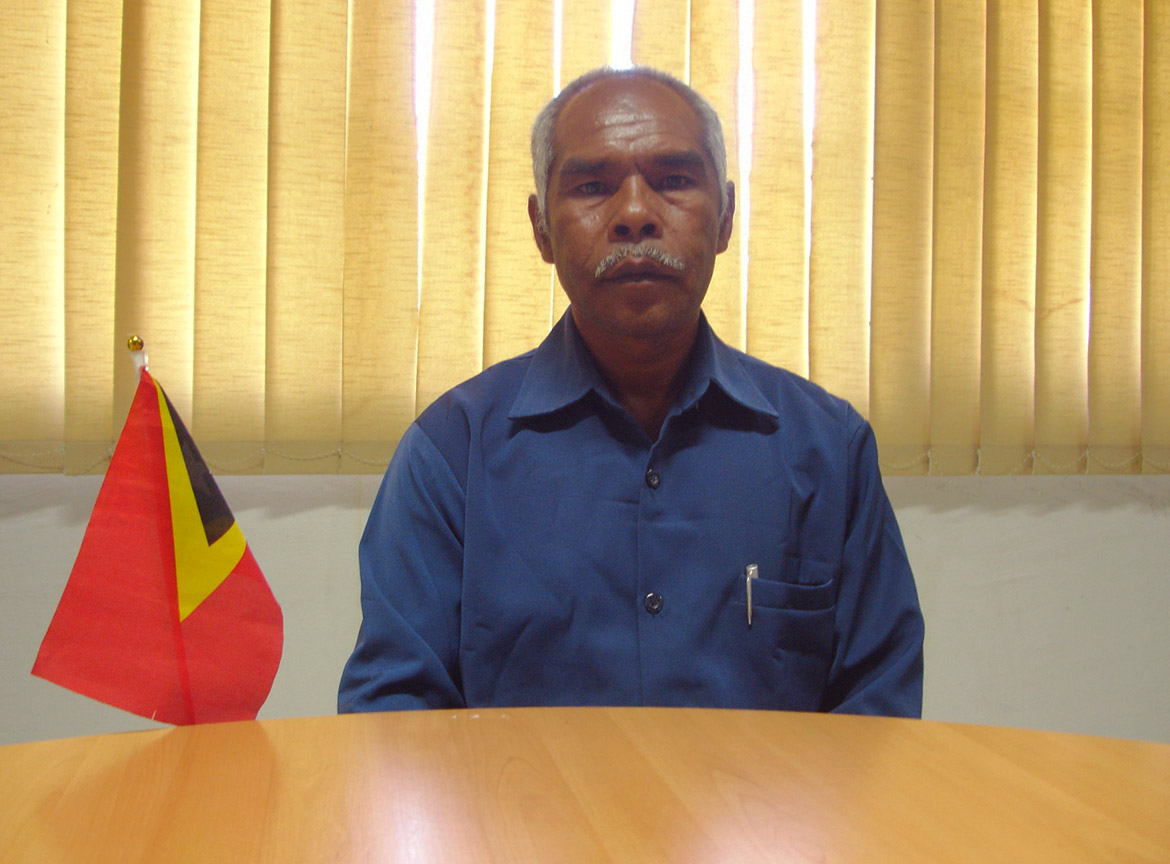
Administrator Abílio Alves (2013)

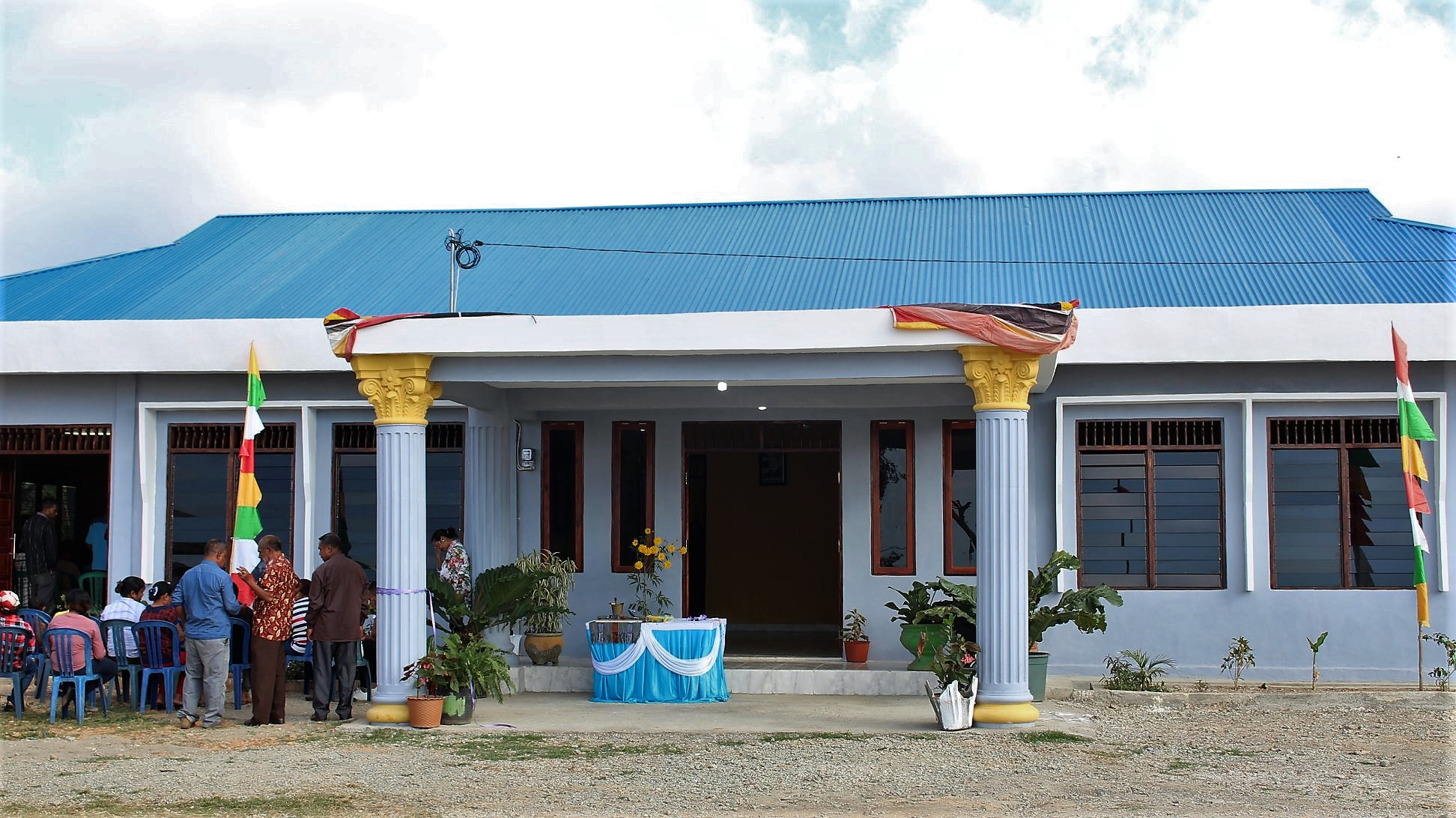
Einweihung des Verwaltungssitzes von Laulara (2020)

Der Administrator des Verwaltungsamts wird von der Zentralregierung in Dili ernannt. Mindestens zwischen 2013 und 2016 war dies Abílio Alves.

## Wirtschaft
68 % der Haushalte bauen Maniok an, 66 % Mais, 58 % Kokosnüsse, 54 % Kaffee und 53 % Gemüse.
Von der UNDESA (United Nations Department of Economic and Social Affairs) wurde zwischen 2005 und 2008 eine gemeindliche Solaranlagen aufgebaut und sieben Wasseranlagen wiederhergestellt.
In Laulara befindet sich die Abfüllanlage der Leste Natural Mineral Water. Besitzer der Firma ist Ammar Ali Mirza, ein Pakistaner aus Dubai.

## Sport
Aus Laulara kommt der Fußballverein Sport Laulara e Benfica, der 2016 der erste Meister der Liga Futebol Amadora wurde.

## Persönlichkeiten
- Abel de Conceição, (* 1978), osttimoresischer Beamter